# Cryptocopoides pacificus
Cryptocopoides pacificus is een naaldkreeftjessoort uit de familie van de Cryptocopidae. De wetenschappelijke naam van de soort is voor het eerst geldig gepubliceerd in 2007 door McLelland.